# Metacercops cuphomorpha
Metacercops cuphomorpha är en fjärilsart som först beskrevs av Turner 1940.  Metacercops cuphomorpha ingår i släktet Metacercops och familjen styltmalar. Inga underarter finns listade i Catalogue of Life.